# Life with an Ordinary Guy Who Reincarnated into a Total Fantasy Knockout
Life with an Ordinary Guy Who Reincarnated into a Total Fantasy Knockout ou Reincarnated as a Pretty Fantasy Girl (異世界美少女受肉おじさんと, Isekai fantajī bishōjo juniku ojisan to) est une série de manga japonaise écrite par Yū Tsurusaki et dessinée par Shin Ikezawa. Elle est prépubliée sur l'application et le site Cycomi de Cygames depuis novembre 2019 et quinze volumes reliés édités par Shogakukan sont parus au Japon. Une version française est éditée par Meian depuis juillet 2022. Une adaptation de la série en anime produite par le studio OLM est diffusée entre janvier et mars 2022. Hors de l'Asie, cette diffusion est assurée par Crunchyroll.

## Synopsis
Hinata Tachibana, un homme de trente-deux ans, se retrouve transporté dans un monde parallèle, changé en une jeune fille blonde. Accompagné de son ami Tsukasa Jingûji qui a lui conservé son apparence, il s'engage alors dans un voyage pour vaincre le roi démon.

## Personnages
Hinata Tachibana (橘 日向, Tachibana Hinata)
Voix japonaise : M.A.O (fille), Kent Itō (homme)
Hinata Tachibana était un salarymen de trente-deux ans désirant avoir une petite amie mais n'ayant aucun succès auprès de la gent féminine, contrairement à son ami d'enfance Tsukasa Jingûji. Un soir qu'il rentrait chez lui en état d'ivresse, il a dit à Jingûji qu'il souhaitait devenir une femme pour devenir sa love interest, ignorant que la déesse de l'amour et de la beauté l'écoutait. Celle-ci a alors exhaussé son vœu tout en le transportant dans un autre monde dans le but d'en faire son héros pour terrasser un roi démon. Revenu à lui et horrifié de sa transformation, Tachibana a alors insulté la déesse qui, pour se venger, lui a jeté une malédiction : chaque fois qu'il est attiré par son ami Jingûji, il ne peut plus détourner le regard de lui (le mot "mordu" apparaît alors au-dessus de sa tête) sauf sous l'effet de la colère. Désireux de conserver sa relation d'amitié, il a juré de terrasser le roi démon (seule condition pour que tout redevienne comme avant) avant de tomber amoureux de son ami. 
Tachibana est une personne gaie et insouciante. Il est prêt à aider quiconque en a besoin, même s'il ne réfléchit pas toujours aux conséquences. Son pouvoir donné par la déesse consiste à faire tomber sous son charme toute personne de sexe masculin et hétérosexuelle, ce qui peut être utile (par exemple, des bandits vont se battre entre eux pour l'avoir pour eux seuls), mais constitue surtout une gêne la plupart du temps, jusqu'à ce que Jingûji lui procure une tiare magique permettant d'atténuer la malédiction. 
Tsukasa Jingûji (神宮寺 司, Jingūji Tsukasa)
Voix japonaise : Satoshi Hino
Tsukasa Jingûji était l'ami d'enfance de Tachibana et un salarymen ayant du succès aussi bien dans sa carrière qu'auprès des femmes. Cependant, il était peu à l'aise avec la gent féminine, sans doute à cause de sa grand-mère, qui se montrait très stricte avec lui. Il appréciait la compagnie de Tachibana qui, par sa gaité naturelle, égayait un peu sa vie. Il se trouvait en compagnie de Tachibana au moment de son invocation et a été transporté avec lui. Depuis que celui-ci est devenu une femme, il ne peut s'empêcher d'éprouver du désir pour lui. Chaque fois qu'il est attiré par son ami, il ne peut plus détourner le regard de lui (le mot "mordu" apparaît alors au-dessus de sa tête) sauf sous l'effet de la colère. Désireux de conserver sa relation d'amitié, il a juré de terrasser le roi démon (seule condition pour que tout redevienne comme avant) avant de tomber amoureux de son ami. 
Jingûji a plus les pieds sur terre que Tachibana. Mais il peut se montrer blessant avec les personnes rencontrées. Son pouvoir donné par la déesse lui confère une force surhumaine, mais il ne peut la déployer que s'il est proche de Tachibana et en accord avec lui. Il peut aussi faire apparaître à volonté l'appartement de Tachibana car, comme le soir de l'invocation, il voulait ramener Tachibana chez lui, la déesse a considéré son désir comme un vœu. 
Déesse de l'amour et de la beauté (愛と美の女神, Ai to bi no Megami)
Voix japonaise : Rie Kugimiya
L'une des douze déesses protectrices du monde fantastique. Son apparence est celle d'une jeune femme assez légèrement vêtue. Ses adeptes honorent son culte en se livrant à l'érotisme et au libertinage. 
Telolilo Lilili Lu (ティロリロ・リリリ・ルー, Tiroriro Ririri Rū)
Voix japonaise : Yukiyo Fujii
Chef des elfes de la forêt. Elle a des relations assez tendues avec les héros, en voulant à Jingûji pour avoir tué l'animal gardien de la forêt - bien qu'il ait agi en état de légitime défense - et à Tachibana pour l'avoir battue au concours de beauté qu'elle lui a imposé. 
Satina (サテイナ, Sateina)
Voix japonaise : Hikaru Tohno
Une elfe lieutenant de Telolilo Lilili Lu. 
Ultina (ウルティナ, Urutina)
Voix japonaise : Amane Shindō
Une elfe lieutenant de Telolilo Lilili Lu. 
Schwartz von Liechtenstein Lohengramm (シュバルツ・フォン・リヒテンシュタイン・ローエングラム, Shubarutsu fon Rihitenshutain Rōenguramu)
Voix japonaise : Kaito Ishikawa
Pseudonyme adopté par le héros invoqué par la déesse de la nuit. Il tient caché sa véritable identité, mais on sait qu'il s'agit d'un lycéen. Il est tombé sous le charme de Tachibana et l'a poursuivi de ses attentions jusqu'à ce que ce dernier lui révèle qui il était vraiment. La déesse l'a doté d'une épée magique capable de trancher n'importe quoi sauf apparemment les êtres humains. Maladroit et prétentieux, il a au départ causé quelques catastrophes, jusqu'à ce que Lucius le prenne en charge.
Lucius (ルシウス, Rushiusu)
Voix japonaise : Eri Kitamura
Une femme officier de la garde seigneuriale d'une petite ville de province. Elle est habillée en homme. Après que le statut de héros de Schwartz soit confirmé par la déesse de la nuit, elle devient son mentor pour le préparer au combat contre le roi démon. 
Shen (シェン)
Voix japonaise : Junichi Suwabe
Un espion du royaume de l'amour. Il a de multiples compétences, dont celle de masseur. Il est totalement insensible au charme de Tachibana, mais pas à celui de Jingûji. 
Muria (ムリア)
Voix japonaise : Yu Serizawa
Supérieure de Shen. 
Ugraine (ユグレイン, Yugurein)
Voix japonaise : Yui Makino
Princesse héritière du royaume de l'amour. 
Narrator (ナレーション, Narēshon)
Voix japonaise : Masashi Ebara

## Manga
La série manga est écrite par Yū Tsurusaki et illustrée par Shin Ikezawa. Elle est prépubliée en ligne via le site Cycomi de Cygames depuis le 18 novembre 2019,. Shōgakukan publie la série en volumes tankōbon. Le premier volume paraît le 17 avril 2020 au Japon. En avril 2025, quinze volumes ont été publiés. Une version française de la série est éditée par Meian depuis le 27 juillet 2022.

### Liste des volumes
| no | Japonais          | Japonais          | Français          | Français          |
| no | Date de sortie    | ISBN              | Date de sortie    | ISBN              |
| -- | ----------------- | ----------------- | ----------------- | ----------------- |
| 1  | 17 avril 2020     | 978-4-09-850102-1 | 27 juillet 2022   | 978-2-38275-363-7 |
| 2  | 18 septembre 2020 | 978-4-09-850254-7 | 27 juillet 2022   | 978-2-38275-364-4 |
| 3  | 19 février 2021   | 978-4-09-850444-2 | 25 novembre 2022  | 978-2-38275-365-1 |
| 4  | 19 mai 2021       | 978-4-09-850541-8 | 25 septembre 2024 | 978-2-38275-366-8 |
| 5  | 18 octobre 2021   | 978-4-09-850656-9 | —                 |                   |
| 6  | 19 janvier 2022   | 978-4-09-850778-8 | —                 |                   |
| 7  | 17 juin 2022      | 978-4-09-851093-1 | —                 |                   |
| 8  | 17 novembre 2022  | 978-4-09-851379-6 | —                 |                   |
| 9  | 18 avril 2023     | 978-4-09-851558-5 | —                 |                   |
| 10 | 19 juillet 2023   | 978-4-09-852545-4 | —                 |                   |
| 11 | 19 décembre 2023  | 978-4-09-853067-0 | —                 |                   |
| 12 | 18 avril 2024     | 978-4-09-853231-5 | —                 |                   |
| 13 | 19 août 2024      | 978-4-09-853514-9 | —                 |                   |
| 14 | 19 décembre 2024  | 978-4-09-853787-7 | —                 |                   |
| 15 | 17 avril 2025     | 978-4-09-854063-1 | —                 |                   |
| 16 | 19 septembre 2025 | 978-4-09-854227-7 | —                 |                   |

## Anime
Une adaptation en série d'animation est annoncée le 17 mai 2021,. Elle est produite par le studio OLM et réalisée par Sayaka Yamai, Toshimitsu Takeuchi s'occupant des scripts de la série, Aoi Yamato concevant les personnages et Takeshi Watanabe composant la musique. Elle est diffusée du 12 janvier au 30 mars 2022 sur TV Tokyo et BS TV Tokyo. La chanson thème d'ouverture intitulée Akatsuki no salaryman est interprétée par Yoshiki Fukuyama, tandis que la chanson thème de fin est FA'NTASY to! de Luce Twinkle Wink. Crunchyroll diffuse la série hors de l'Asie. Medialink a acquis les droits de diffusion pour l'Asie du Sud-Est, l'Asie du Sud et l'Océanie hors Australie et Nouvelle-Zélande.

### Liste des épisodes
| No | Titre français                                   | Titre japonais                   | Titre japonais                          | Date de 1re diffusion |
| No | Titre français                                   | Kanji                            | Rōmaji                                  | Date de 1re diffusion |
| -- | ------------------------------------------------ | -------------------------------- | --------------------------------------- | --------------------- |
| 1  | La belle et le trentenaire                       | ファ美肉おじさんとおじさん       | Fabiniku ojisan to ojisan               | 12 janvier 2022       |
| 2  | La belle, le trentenaire et la beauté inégalable | ファ美肉おじさんと絶世の美貌     | Fabiniku ojisan to zessei no bibō       | 19 janvier 2022       |
| 3  | La belle, le trentenaire et l’elfe en pétard     | ファ美肉おじさんと怒りのエルフ   | Fabiniku ojisan to ikari no erufu       | 26 janvier 2022       |
| 4  | La belle, le trentenaire et l’épéiste en noir    | ファ美肉おじさんと黒の剣士       | Fabiniku ojisan to kuro no kenshi       | 2 février 2022        |
| 5  | La belle, le trentenaire et l’armure qui bouge   | ファ美肉おじさんと動く鎧         | Fabiniku ojisan to ugoku yoroi          | 9 février 2022        |
| 6  | La belle, le trentenaire et l’homme libre        | ファ美肉おじさんと自由人         | Fabiniku ojisan to jiyūjin              | 16 février 2022       |
| 7  | La belle, le trentenaire et le feu du calamar    | ファ美肉おじさんとイカファイヤー | Fabiniku ojisan to ika faiyā            | 23 février 2022       |
| 8  | La belle, le trentenaire et le choix             | ファ美肉おじさんと選択           | Fabiniku ojisan to sentaku              | 2 mars 2022           |
| 9  | La belle, le trentenaire et l’autre belle        | ファ美肉おじさんと美少女         | Fabiniku ojisan to bishōjo              | 9 mars 2022           |
| 10 | La belle, le trentenaire et la rébellion         | ファ美肉おじさんと反乱           | Fabiniku ojisan to hanran               | 16 mars 2022          |
| 11 | La belle, le trentenaire et l’arme ultime        | ファ美肉おじさんと決戦兵器       | Fabiniku ojisan to kessen heiki         | 23 mars 2022          |
| 12 | La belle et le trentenaire                       | 異世界美少女受肉おじさんと       | Isekai fantajī bishōjo juniku ojisan to | 30 mars 2022          |

## Réception
La série se classe 19e aux Next Manga Awards 2020 dans la catégorie web manga,.